# The Beginning of the End (ER)
The Beginning of the End is de zestiende aflevering van het vijftiende seizoen van de televisieserie ER, die voor het eerst werd uitgezonden op 19 februari 2009.

## Verhaal
Het is Valentijnsdag en er bloeit romantiek op tussen dr. Rasgotra en dr. Brenner. 
Dr. Banfield probeert haar man te overtuigen om samen een kind te nemen, nu wil zij kiezen voor ivf met behulp van eicellen van haar nicht. 
Dr. Gates behandelt een vreemde patiënt die giftige paddenstoelen heeft genuttigd. Dit heeft hij gedaan omdat hij gelooft dat deze romantische gevoelens op kunnen wekken.
Dr. Rasgotra opereert de jonge moeder die een nieuw hart krijgt, op het moment dat zij haar oude hart eruit haalt blijkt dat het nieuwe hart niet geschikt is voor haar. Nu moet zij aan een hart-longmachine totdat er een nieuwe en goed hart beschikbaar is voor haar. Spoed is nu wel geboden omdat de machine maar voor een bepaalde tijd haar in leven kan houden.  
Dr. Morris behandelt een patiënt met ernstige verwondingen, hij heeft deze opgelopen toen hij in de cel zat. Dr. Morris vermoedt dat politieagente Diaz, zijn vriendin, en haar collega meer weten van deze verwondingen. Als hij dit kenbaar maakt aan hen zet dit druk op de relatie tussen hem en zijn vriendin. 
Dr. Carter komt onverwachts langs en vraagt aan dr. Banfield of hij tijdelijk kan werken op de SEH. Dan wordt ineens duidelijk waarom dr. Carter weer terug is in Amerika, hij moet nierdialyse ondergaan.

## Rolverdeling

### Hoofdrollen
- Noah Wyle - Dr. John Carter
- Parminder Nagra - Dr. Neela Rasgrota
- John Stamos - Dr. Tony Gates
- Scott Grimes - Dr. Archie Morris
- David Lyons - Dr. Simon Brenner
- Angela Bassett - Dr. Cate Banfield
- Courtney B. Vance - Russell Banfield
- Gil McKinney - Dr. Paul Grady
- Emily Rose - Dr. Tracy Martin
- Eileen Barnett - Dr. Robbins
- Linda Cardellini - verpleegster Samantha Taggart
- Dominic Janes - Alex Taggart
- Dinah Lenney - verpleegster Shirley
- Angel Laketa Moore - verpleegster Dawn Archer
- Montae Russell - ambulancemedewerker Dwight Zadro
- Brian Lester - ambulancemedewerker Brian Dumar
- Louie Liberti - ambulancemedewerker Bardelli
- Emily Wagner - ambulancemedewerker Doris Pickman
- Abraham Benrubi - Jerry Markovic
- Justina Machado - Claudia Diaz

### Gastrollen (selectie)
- Wallace Shawn - Teddy Lempell
- Hedy Burress - Joanie Moore
- Ariel Winter - Lucy Moore
- David Eigenberg - rechercheur Trent Mallory
- Kristolyn Lloyd - Laura Banfield
- Betty Anderson - Helena
- Billy Finnigan - Salter
- Constance Forslund - Nena
- Willow Geer - Andromeda